# Vlasinje (Mrkonjić Grad)
Vlasinje (szerbül: Власиње) lakatlan falu Bosznia-Hercegovinában, Bosanska krajina területén, a Szerb Köztársaságban, Mrkonjić Grad községben. Vlasinje településnek a Szerb Köztársaság területén maradt, kisebb része.

## Fekvése
Bosznia-Hercegovina közép-nyugati részén, Banja Lukától légvonalban 40, közúton 65 km-re délre, községközpontjától légvonalban 9 km-re, közúton 14 km-re kelet-északkeletre, az Orbász (Vrbas) bal partján, 750 méteres magasságban található. A falutól északra található az Orbász szurdoka.

## Népessége
| Nemzetiségi csoport | Népesség 1991 | Népesség 2013 |
| ------------------- | ------------- | ------------- |
| Szerb               | 1             | 0             |
| Bosnyák             | 975           | 0             |
| Horvát              | 149           | 0             |
| Jugoszláv           | 2             | 0             |
| Egyéb               | 3             | 0             |
| Összesen            | 1133          | 0             |

## Története
Vlasinjét az írásos dokumentumok már 1459-ben említik, amikor István Tamás bosnyák király adománylevelében említi. Ez az oklevél a szarajevói Zemaljsko múzeumban található. Ezt követően az évszázadok során a mai napig folyamatosan, változatlan néven említik a művekben.
A Banja Luka és Mrkonjić Grad közötti hegyvidék a középkori zemljaniki plébániához tartozott. Ez Zmijanjének nevezett vidék a Jajcától északra fekvő Orbász völgye várainak elesésével 1527-1528-ban került oszmán uralom alá. Az oszmán uralom első éveiben a Zmijanje náhije magába foglalta az Orbász (Vrbas) és a Szana folyók közötti teljes területet, valamint délen a Mrkonjić Grad feletti Kozare, Dimitor és Lisina hegységeket. Kicsit később a Trijebovói náhije, mely Mrkonjić Grad környékén feküdt, levált róla.
A település 1878-ig tartozott az Oszmán Birodalomhoz, majd az Osztrák-Magyar Monarchia része lett. 1879-ben az első osztrák-magyar népszámlálás során Vlasinje községnek 38 háza, 176 muszlim és 79 katolikus lakosa volt. 1910-ben Vlašinje község részeként a településen 67 házat 279 muszlim, és 129 katolikus horvát lakost  számláltak. A monarchia szétesésével 1918-ben előbb a Szerb-Horvát-Szlovén Királyság, majd 1929-től a Jugoszláv Királyság része. 1921-ben a településen 220 házat és 507 lakost számláltak. Jugoszlávia megszállása után a falu a Független Horvát Állam (NDH) része lett. 1945-től a szocialista Jugoszlávia része volt.
A településen az 1991-es népszámlálás adatai szerint 1133-an éltek, a lakosság 86%-a muszlim bosnyák volt. 1992-ben a falu teljesen leégett, lerombolták, amiért senkit sem vontak felelősségre. A település 1995 szeptemberéig a boszniai szerb katonai egységek ellenőrzése alatt állt. A Déli Mozdulat hadművelet során ekkor foglalták vissza a Horvát Köztársaság hadseregének egységei. A boszniai háborút lezáró daytoni békeszerződés rendelkezése alapján az ország területét felosztották a Bosznia-hercegovinai Föderáció és a boszniai Szerb Köztársaság között, ennek során a település egy kisebb, lakatlan része a Boszniai Szerb Köztársasághoz és Mrkonjić Grad községhez került, míg nagyobbik, bosnyákok lakta része a Föderációhoz és a Jajca önkormányzatához csatlakozott. 2009. augusztus 2-án a falunak a Föderációhoz tartozó részén megnyílt az új mecset, 2015. július 19-én pedig sikeresen megvalósult a falu vízellátásának projektje.

## Nevezetességei
Vlasinje első mecsete, amely a gyülekezet legrégebbi tagjai szerint 1891 körül épült, a falu központjában volt, ahol jelenleg a sírok vannak. A második világháború után a jelenlegi helyére költöztették, azóta kétszer is bővítették, utoljára 1988-tól 1992-ig. 1992-re a mecset készen állt a megnyitó ünnepségre, de a csetnik agresszorok a faluba való első behatolás után felgyújtották, és ez a mecset is több száz másik bosznia-hercegovinai mecset sorsára jutott, amelyeket a bűnözők teljesen leromboltak. Miután Vlasinja muszlim gyülekezete visszatért a száműzetésből, akció indult a mecset építésére, és 2002 és 2009 között megépült Jajcei majlis területének legnagyobb mecsete két minarettel, amelyet 2009. augusztus 2-án avatták fel hivatalosan. A mecset külső méretei 19 x 13méter, a központi imaterületen 300 hívő fér el, míg a mahfil 250 fő befogadására képes. A mecset Vlasinje településnek a Föderációhoz tartozó részén áll.